# Буря над Лісабоном
«Буря над Лісабоном» (англ. Storm Over Lisbon) — американський трилер 1944 року режисера Джорджа Шермана з Вірою Ролстон, Еріхом фон Штрогеймом та Річардом Арленом в головних ролях. За сюжетом, під час Другої світової війни власник Лісабонського нічного клубу намагається отримати секретну інформацію, щоб продати її японцям.
Костюми для фільму були розроблені артдиректором Гано Чіттенденом.

## В ролях
- Віра Ролстон — Марія Мазарек
- Еріх фон Штрогейм — Дереско
- Річард Арлен — Джон Крейг
- Роберт Лівінгстон[en] — Білл Фланаган
- Едуардо Чіанеллі[en] — Бланко
- Мона Баррі — Евелін
- Отто Крюгер — Алексіс Вандерлін
- Сара Едвардс[en] — Мод Перрі-Тонідес
- Еліс Флемінг[en] — Агата Санфорд-Річардс
- Кенне Дункан[en] — Пол
- Френк Орт[en] — Мергатройда
- Aida Broadbent Girls — танцюристи